# Зебра
Зебрата е сборно общоприето название на два подрода на следните 3 представители на семейство Коне (Equidae):
- Подрод Hippotigris
  - Вид Equus quagga – Равнинна зебра
  - Вид Equus zebra – Планинска зебра
- Подрод Dolichohippus
  - Вид Equus grevyi – Зебра на Греви

По-старите класификации отделят зебрите в самостоятелен род Hippotigris (ивичести или тигрови коне)

## Описание
Зебрата е бяла на черни райета.
Физически характеристики: Възрастната мъжка зебра е висока около 1,6 м и тежи от 300 до 420 кг, а женската около 1,50 и тежи между 250 – 340 кг. Зебрата може да развива максимална скорост 65 км/ч и да бяга с 55 км/ч в продължение на няколко км. Те могат да доживеят до 20 години. Стадото им осигурява безопасност, но за отделилите се от него зебри има вероятност да бъдат нападнати от хищници.

## Разпространение
И трите вида зебри се срещат само в Африка.

## Начин на живот и хранене
Зебрите живеят на малки семейни групи, които се състоят от мъжка зебра, няколко женски и техните малки. Отделните семейства са част от едно голямо стадо. Хранят се с листа, трева и въздушни корени. Също така дъвчат почва за да си набавят нужните минерални вещества.

## Размножаване
Женската зебра ражда по едно малко на година. То тежи около 30 – 35 кг. Тя го отделя от стадото, за да го запази. След около 5-6 дни тя се връща с малкото си. На няколко месеца малките започват да пасат, но продължават да бозаят от майчиното мляко 6 месеца. На около година заживяват самостоятелно.
| Портал | Портал „Африка“ съдържа още много статии, свързани с Африка. Можете да се включите към Уикипроект „Африка“. |